# Lhuna
Lhuna is een nummer van Coldplay en Kylie Minogue.
Het nummer is uitgebracht op 1 december 2008 door EMI Records.
Lhuna is uitgebracht in het kader van een serie nummers die via internet verkrijgbaar zullen zijn, en waarvan de opbrengst naar de bestrijding van aids zal gaan.
Het nummer is geschreven tijdens de opnamesessies voor het album Viva la Vida or Death and All His Friends.

## Trivia
- Chris Martin vond het nummer té sexy om op te nemen voor Viva la Vida or Death and All His Friends.